# Версиньи (Эна)
Версиньи́ (фр. Versigny) — коммуна во Франции, находится в регионе Пикардия. Департамент коммуны — Эна. Входит в состав кантона Тернье. Округ коммуны — Лан.
Код INSEE коммуны — 02788.

## Население
Население коммуны на 2010 год составляло 467 человек.
| 1962 | 1968 | 1975 | 1982 | 1990 | 1999 | 2010 |
| ---- | ---- | ---- | ---- | ---- | ---- | ---- |
| 543  | 500  | 447  | 459  | 485  | 429  | 467  |

## Экономика
В 2010 году среди 279 человек трудоспособного возраста (15—64 лет) 178 были экономически активными, 101 — неактивными (показатель активности — 63,8 %, в 1999 году было 66,7 %). Из 178 активных жителей работали 157 человек (89 мужчин и 68 женщин), безработных было 21 (9 мужчин и 12 женщин). Среди 101 неактивных 27 человек были учениками или студентами, 37 — пенсионерами, 37 были неактивными по другим причинам.